# Lisa Wild
Lisa Wild (* 12. Mai 1995) ist eine ehemalige österreichische Voltigiererin. Sie sprang als erste Voltigiererin bei einem internationalen Wettkampf einen Salto auf dem Pferd.

## Leben
Lisa-Marie Wild hat zwei ältere Geschwister und wuchs in Salzburg auf. Im Alter von sechs Jahren brachte ihre ältere Schwester sie zum Voltigieren beim UVT Salzburg Wals-Schullergut. ihre Matura machte sie 2014 am Sport- und Musik-Rg / SSM in Salzburg. Danach studierte sie Betriebswirtschaftslehre an der Wirtschaftsuniversität Wien.

## Sportlaufbahn
Im Alter von 14 Jahren nahm Lisa Wild an den ersten Weltmeisterschaften im Doppelvoltigieren (Pas de deux) teil. In Vorbereitung auf die Weltmeisterschaften 2012 trainierte Wild in der Zirkus-Schule des Cirque du Soleil. Den hier perfektionierten Rückwärtssalto zeigte sie erstmals in der ersten Kür der Weltmeisterschaften 2012 in einer Prüfung, ihre Vorführung brachte ihr den zweiten Platz in der Zwischenwertung. Diese Kür brachte ihr den Spitznamen Salto-Queen ein. In der zweiten Kür missglückte der Salto jedoch, Lisa Wild stürzte und zog sich einen Schienbeinkopfbruch zu. Aufgrund der Verletzung konnte sie erst im Herbst 2013 in den Sport zurückkehren.
Zu Beginn der Hallensaison 2014/2015 gewann sie zwei Weltcupetappen im Einzelvoltigieren der Damen, im Februar 2015 schließlich glückte ihr auf dem Rücken ihres Erfolgspferdes Robin der Sieg im Weltcupfinale. Abschluss in der Kooperation von Lisa Wild mit Robin und ihrer langjährigen Longenführerin Nina Rossin vom UVT Salzburg – Wals – Schullergut war der dritte Platz bei den Europameisterschaften 2015 in Aachen.
Mit der Saison 2016 verlegte Lisa Wild ihren Lebensmittelpunkt von Salzburg nach Wien und wurde Mitglied der Voltigiergruppe des Union Reitclub Wildegg (URC Wildegg) in der Nähe von Wien. Die Gruppe mit der Longenführerin Maria Lerhmann und ihrem Voltigierpferd Alessio L'Amabile gewann mit Lisa Wild die Bronzemedaille bei den Weltmeisterschaften 2016. Auch bei den Europameisterschaften 2017 war sie mit dieser Gruppe erfolgreich und gewann die Bronzemedaille.
2018 gewann sie bei den Weltreiterspielen 2018 in Tryon mit Maria Lerhmann an der Longe sowohl im Einzel auf Fairytale als auch mit der Gruppe des URC Wildegg auf Alessio L'Amabile jeweils die Bronzemedaille.

## Nationale Erfolge
- Staatsmeisterin Gruppenvoltigieren 2010[11]

## Internationale Erfolge
Lisa Wild hat folgende Siege und Platzierungen errungen, wenn nicht anders vermerkt in der Einzelwertung.
Weltmeisterschaften
- 6. Platz 2010 Lexington, Kentucky auf Robin, mit Nina Rossin an der Longe
- 9. Platz: 2012 Le Mans auf Robin, mit Nina Rossin an der Longe[12]
- Bronze: 2016 Le Mans mit der Gruppe (Nikolaus Luschin, Katharina Luschin, Magdalena Riegler, Barbara Hruza, Anna Weidenauer) auf Alessio L'Amabile, Longenführerin Maria Lehrmann

Europameisterschaften
- Silber: 2009 Bökeberg, Malmö, Pas des deux mit Marissa Jöbstel auf Robin, mit Nina Rossin an der Longe[13][14]
- Bronze: 2010 Stadl-Paura, Pas des deux mit Christina Leitgeb auf Robin, mit Nina Rossin an der Longe[15]
- Bronze: 2015 Aachen auf Robin, mit Nina Rossin an der Longe

Weltcup-Finale
- Gold: Weltcupfinale in Graz 2015 im Damen Einzel auf Robin mit Nina Rossin an der Longe.[16][17]

wichtige Erfolge
- 2. Platz CVIO***, in  Stadl-Paura 2014, Gruppe UVT Salzburg Wals Schullergut, auf Colorado, mit der Longenführerin Nina Rossin[18]
- 1. Platz CVI-W Leipzig 2012[19]
- 1. Platz: CVI-W München 2011 (auf Robin, Longenführerin: Nina Rossin)[20]
- 2. Platz: CVI 2* Kiel 2011 (auf Rossini RS vd Wintermühle, Longenführerin: Alexandra Knauf),[19][21] CVI 2*-W Salzburg 2011 (auf Robin, Longenführerin: Nina Rossin)[22]